# Daniela Brendel
Daniela Brendel (* 29. September 1973 in Berlin) ist eine ehemalige deutsche Schwimmerin.
Daniela Brendel startete für den SC Berlin. 1988 war sie Junioreneuropameisterin über 200 Meter Brust und Zweite über 100 Meter Brust. 1990 war sie letzte DDR-Meisterin auf beiden Bruststrecken. Bei den Deutschen Meisterschaften 1992 gewann sie den Titel über 200 Meter Brust und belegte über 100 Meter Brust den zweiten Platz hinter Jana Dörries. Bei den Olympischen Spielen 1992 in Barcelona ging Daniela Brendel in drei Disziplinen an den Start. Sie belegte den achten Platz über 100 Meter Brust und den zehnten Platz über 200 Meter Brust. Die 4-mal-100-Meter-Lagenstaffel in der Besetzung Dagmar Hase, Daniela Brendel, Bettina Ustrowski und Simone Osygus qualifizierte sich im ersten Vorlauf mit der insgesamt zweitbesten Zeit für das Finale. Im Finale schwamm die deutsche Staffel in der Besetzung Dagmar Hase, Jana Dörries, Franziska van Almsick und Daniela Hunger als Zweite hinter der US-Staffel ins Ziel; Daniela Brendel, Bettina Ustrowski und Simone Osygus erhielten für ihren Einsatz im Vorlauf ebenfalls eine Silbermedaille. 1993 belegte Brendel bei den Deutschen Meisterschaften noch einmal den zweiten Platz über 100 Meter Brust hinter Sylvia Gerasch.